# 씨받이 대소동
씨받이 대소동(Il Gatto Mammone)은 이탈리아에서 제작된 난도 시세로 감독의 1975년 영화이다. 란도 버잔카 등이 주연으로 출연하였다.

## 출연

### 주연
- 란도 버잔카

### 조연
- 프랑코 랜티에리
- 로산나 포데스타